# K Beringen FC
A K Beringen egy belga labdarúgócsapat volt Beringen városában. Az egyesület labdarúgó-szakosztályát 1924-ben alapították. 2002-ben összeolvadt a KVV Vigor Beringennel, így jött létre a KVK Beringen.
A klub többször szerepelt az első osztályban. Legjobb helyezésüket az 1963–64-es szezonban érték el, amikor egészen a második helyig jutottak.

## Fordítás
Ez a szócikk részben vagy egészben  a   K.S.V. Waregem című angol Wikipédia-szócikk fordításán alapul.  Az eredeti cikk szerkesztőit annak laptörténete sorolja fel. Ez a jelzés csupán a megfogalmazás eredetét és a szerzői jogokat jelzi, nem szolgál a cikkben szereplő információk forrásmegjelöléseként.